# 23회 삼성화재배 월드 바둑마스터스
23회 삼성화재배 월드 바둑마스터스는 2018년 7월 2일 ~ 7월 7일 통합예선을 시작으로 12월 3일 ~ 12월 5일 결승전까지 약 4개월간 진행한 바둑 국제 기전이다. 결승에서는 중국의 커제 九단이 한국의 안국현 八단을 2대1로 꺾고 우승했다. 

## 결승전
| 결승전 |             |   |  |  |  |  |
|        |             |   |  |  |  |  |
|        |             |   |  |  |  |  |
|        | 안국현 八단 | 1 |  |  |  |  |
|        | 커제 九단   | 2 |  |  |  |  |

## 대국 결과
| 대진       | 연도   | 대국일자 | 승자          | 패자          | 결과             | 기보 |  |
| ---------- | ------ | -------- | ------------- | ------------- | ---------------- | ---- |  |
| 준결승 1국 | 2018년 | 11월 5일 | 커제 九단     | 셰얼하오 五단 | 176수 백 불계승  |      |  |
| 준결승 1국 | 2018년 | 11월 5일 | 안국현 八단   | 탕웨이싱 九단 | 204수 백 불계승  |      |  |
| 준결승 2국 | 2018년 | 11월 6일 | 셰얼하오 五단 | 커제 九단     | 294수 백 1집반승 |      |  |
| 준결승 2국 | 2018년 | 11월 6일 | 안국현 八단   | 탕웨이싱 九단 | 285수 흑 불계승  |      |  |
| 준결승 3국 | 2018년 | 11월 7일 | 커제 九단     | 셰얼하오 五단 | 176수 백 불계승  |      |  |
| 결승 1국   | 2018년 | 12월 3일 | 안국현 八단   | 커제 九단     | 192수 백 불계승  |      |  |
| 결승 2국   | 2018년 | 12월 4일 | 커제 九단     | 안국현 八단   | 192수 백 불계승  |      |  |
| 결승 3국   | 2018년 | 12월 5일 | 커제 九단     | 안국현 八단   | 335수 백 5집반승 |      |  |